# 林孝信 (企業家)
林孝信（1944年—），生於日治臺灣臺北州宜蘭郡員山，企業家，為國產建材實業、中興保全科技二大企業集團總裁。

## 生平
為國產實業創辦人林燈的次子，其兄林嘉政。林孝信在台北工專畢業後，至日本留學，進入東京理科大學工程部。在日本取得學位後，林孝信回到台灣，曾經創業過數次，經營遊艇、三合板等，但每次都失敗。1977年，由林燈、蔡萬霖、陳重光等人共同出資，與日本警備保障（今SECOM）合作，林孝信創辦了台灣警備保障有限公司（中興保全科技的前身），進入保全業，是台灣最早經營保全業的企業。經過十年，中保科技開始獲利。
1992年，林燈過世，國產實業由其長子林嘉政接掌。林嘉政因為過度投資，在1998年台灣金融危機發生之後，造成整個國產實業資金周轉出現困難。林嘉政以宣布個人破產的方式解決國產實業債務問題，並離開國產實業。林孝信以中興保全科技的資金投入，接掌國產實業，並順利使國產實業渡過危機。
2001年，林孝信邀請范志強接任復興航空董事長，逐步使復興航空轉虧為盈。
2010年，林孝信長子林明昇接任復興航空董事長，林孝信逐漸退居集團幕後。
2016年11月22日，復興航空停飛，外傳林孝信曾拒絕依林明昇請求金援復興航空。

## 家庭
妻子莊素珠（1950年-2019年1月22日），長子林明昇，次子林建涵。

## 爭議事件

### 國產建材內線交易案
2023年，林孝信，其次子林建涵，以及國產董事林泰宏三人，在國產建材公司處份子公司福建水泥資產期間，涉及內線交易，遭台北地檢署起訴。

## 流行文化
2023年電視連續劇《開創者》，以林孝信開創中保科技的過程作為故事原型。由演員溫昇豪飾演的江永信，人物原型來自林孝信。